# 佐藤淑乃
佐藤 淑乃（さとう よしの、2001年11月12日 - ）は、日本の女子バレーボール選手。

## 来歴
千葉市立松ケ丘中学校、敬愛学園高等学校を経て筑波大学に進学。2年次の2021年に秋季関東リーグ、4年次の2023年に春季、秋季関東リーグ、全日本インカレ優勝。
2022年、大学3年のときに日本代表登録メンバーに選出された。2022年ネーションズリーグのメンバーにも選出され、予選ラウンド初戦の韓国戦でスタメン出場を果たした。予選ラウンド第2週のフィリピンラウンドではリリーフサーバーとして、スピードを活かしたサーブでチームにプラスのエネルギーをもたらした。ファイナルラウンドのメンバー14人にも招集され、準々決勝で、東京オリンピック銀メダルのブラジルに敗れはしたが、9得点を取る活躍をした。そして、世界選手権のメンバーにも選出された。
2023年、FISUワールドユニバーシティゲームズ（2021成都）のユニバーシアード日本代表に選出され、銀メダルを獲得した。同年、全日本大学選手権大会（全日本インカレ）で筑波大学の4年ぶりの優勝に貢献。2023-24シーズン、V.LEAGUE DIVISION1 WOMEN（V1女子）に所属するNECレッドロケッツの内定選手となった。内定選手としてV1女子の試合に出場しVリーグデビューを果たした。
2024年、2024-25 SV.LEAGUEから背番号2に変更。パリオリンピックを最後に現役引退する古賀紗理那から引き継ぐこととなった。

## 人物
- クインシーズ刈谷に在籍している佐藤彩乃は姉である[16]。

## 球歴
- 日本代表 （2022年-）
  - 世界選手権 - 2022年
  - ネーションズリーグ - 2022年、2025年
- ユニバーシアード日本代表 - 2023年

## 所属チーム
- 敬愛学園高等学校（2017-2020年）
- 筑波大学（2020-2024年）
- NECレッドロケッツ/NECレッドロケッツ川崎（2024年-）

## 受賞歴
- 2024年 - 2024年アジアクラブ選手権 MVP
- 2025年 - 2024-25 SV.LEAGUE WOMEN 最優秀新人賞・ベストアウトサイドヒッター